# ブレークスルー・スターショット
ブレークスルー・スターショット (Breakthrough Starshot) とは、レーザー推進式の恒星間探査機の概念実証のための機体を開発する研究および実用化計画である。ブレイクスルー・イニシアチブプロジェクトの一つ。

## 概要
この計画では数千個の超小型の探査機が太陽系から4.37光年離れているケンタウルス座α星に向かうことが想定されている。
プロジェクトの発表は、2016年4月12日にニューヨークで開催された報道機関向けのイベントでロシアの富豪でベンチャー投資家のユーリ・ミルナーと、理論物理学者のスティーヴン・ホーキングにより行われた。
切手サイズの超小型宇宙船「スターチップ」（カメラ、推進システム、ナビゲーション・通信機器が搭載される）に1辺が1メートルほどの極薄の帆を取り付け、地上からこの帆に向かってレーザーを照射することにより、光速の20%の速度を実現しようとしている。光速の20％でプロキシマ・ケンタウリに到達し、猛スピードで通過しながらスナップ写真を撮影し、地球に送信することになる。ただし、このミッションに必要な技術は、まだほとんど存在しておらず、このプロジェクトに関わっている研究者たちは、技術の開発に20年、プロキシマ・ケンタウリに到達するのに20年、収集したデータが地球に返送されるのに4年かかると見積もっている。
なおこの計画には支援者・参加者としてミルナーやホーキングの他にフリーマン・ダイソン、ソール・パールマッター、マーティン・リースら著名な学者やマーク・ザッカーバーグも名を連ねており、50億ドルから100億ドルに及ぶ莫大な費用が必要と見積もられている。当面の研究資金として、ミルナーが1億ドルを出資した。